# 8-PSK

Modulace 8-PSK

8-PSK je typ fázové modulace, který používá 8 různých stavů. Změna informace je určena změnou fáze, proto mluvíme o fázové modulaci. Díky osmi stavům může 1 stav modulace 8-PSK realizovat až 3 bity informací (2³ = 8  ... jeden bit může reprezentovat 2 stavy, dva bity 4 stavy, 3 bity 8 stavů).
Výhodou použití modulace 8-PSK je větší přenosová rychlost vůči modulacím s méně stavy (více bitů na 1 stav → větší rychlost) nebo lze při 8-PSK snížit šířku pásma přenosu. Tím se ušetří na datovém toku, ale zhorší se odolnost vůči šumu (S/N) a přeslechům.
Modulace 8-PSK se používá v systémech GSM/EDGE nebo v DVB-S2.
Příbuzná modulace je QPSK (4-PSK) se 4 stavy, používá se například v DVB-S a DVB-T.